# Pieve di San Leonardo (Cerreto Guidi)
La pieve di San Leonardo si trova nella parte alta di Cerreto Guidi, adiacente alla imponente villa medicea in provincia di Firenze.

## Storia
L'edificio, ricordato fin dal X secolo, assunse le funzioni della vecchia pieve suburbana di San Pietro in Greti nel 1416.
Dal 1355 al 1558 ne detennero il patronato gli Adimari, ricchi proprietari della zona: Cosimo I subentrò nel patronato in seguito alla congiura ordita a suo danno e alla quale aveva partecipato anche Gherardo Adimari. Il pratese Pier Francesco Ricci, maggiordomo e segretario del Medici, una volta nominato pievano di San Leonardo, ottenne nel 1563 con bolla di Pio IV l'unione della pieve con la cattedrale di Prato, della quale era proposto.
Con l'avvento dei Lorena alla guida del Granducato di Toscana (1737) per la pieve iniziò un periodo di decadenza, accentuato dai conflitti con il capitolo della cattedrale pratese.
Nel corso del XIX secolo furono eseguiti pesanti interventi di restauro quali il tamponamento del lato sinistro del loggiato, prolungamento della loggia esterna e ampliamento dell'edificio sul lato destro per consentire la creazione di tre navate.

## Descrizione
La chiesa presenta all'interno un'ampia navata centrale e ai lati cappella intercomunicanti attraverso un corridoio. Il coro sopra l'ingresso, protetto da una grata, è collegato direttamente alla villa medicea: da qui i suoi ospiti potevano assistere indisturbati alle funzioni religiose. 
L'ambiente conserva notevoli opere d'arte cinquecentesche, fra cui si segnalano due Sacre conversazioni, l'una riferibile all'ambito di Ridolfo del Ghirlandaio  e l'altra opera del Franciabigio, l'incantevole fonte battesimale in terracotta invetriata di Giovanni della Robbia datato 1511 e, sull'altare maggiore, un bel Crocifisso ligneo del Giambologna.
In chiesa è anche una tavola con la Madonna del Rosario, datata 1577 e attribuibile a Domenico Buti, una pala raffigurante la Trinità con i Santi Jacopo e Sebastiano e il donatore Tommaso Cordelli, datata 1571, già attribuita a Sebastiano Vini ma più probabilmente opera di Pietro Volponi, figlio di Giovan Battista, detto Scalabrino, ed una tela con la Visitazione attribuibile a Baccio Gorini, databile forse alla fine del Cinquecento.